# Targhe d'immatricolazione della Repubblica Democratica Tedesca

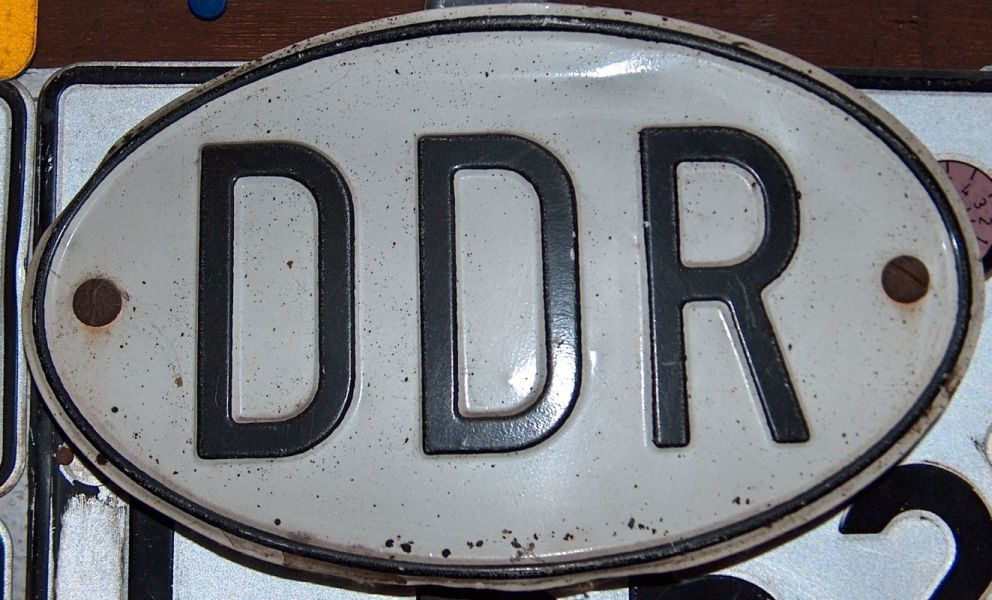
Ovale di metallo con la sigla automobilistica internazionale "DDR" introdotta nel 1974

Le targhe d'immatricolazione della Repubblica Democratica Tedesca furono utilizzate per identificare i veicoli immatricolati nella parte orientale della Germania dal dopoguerra fino alla riunificazione del Paese.

## Descrizione e modifiche intervenute

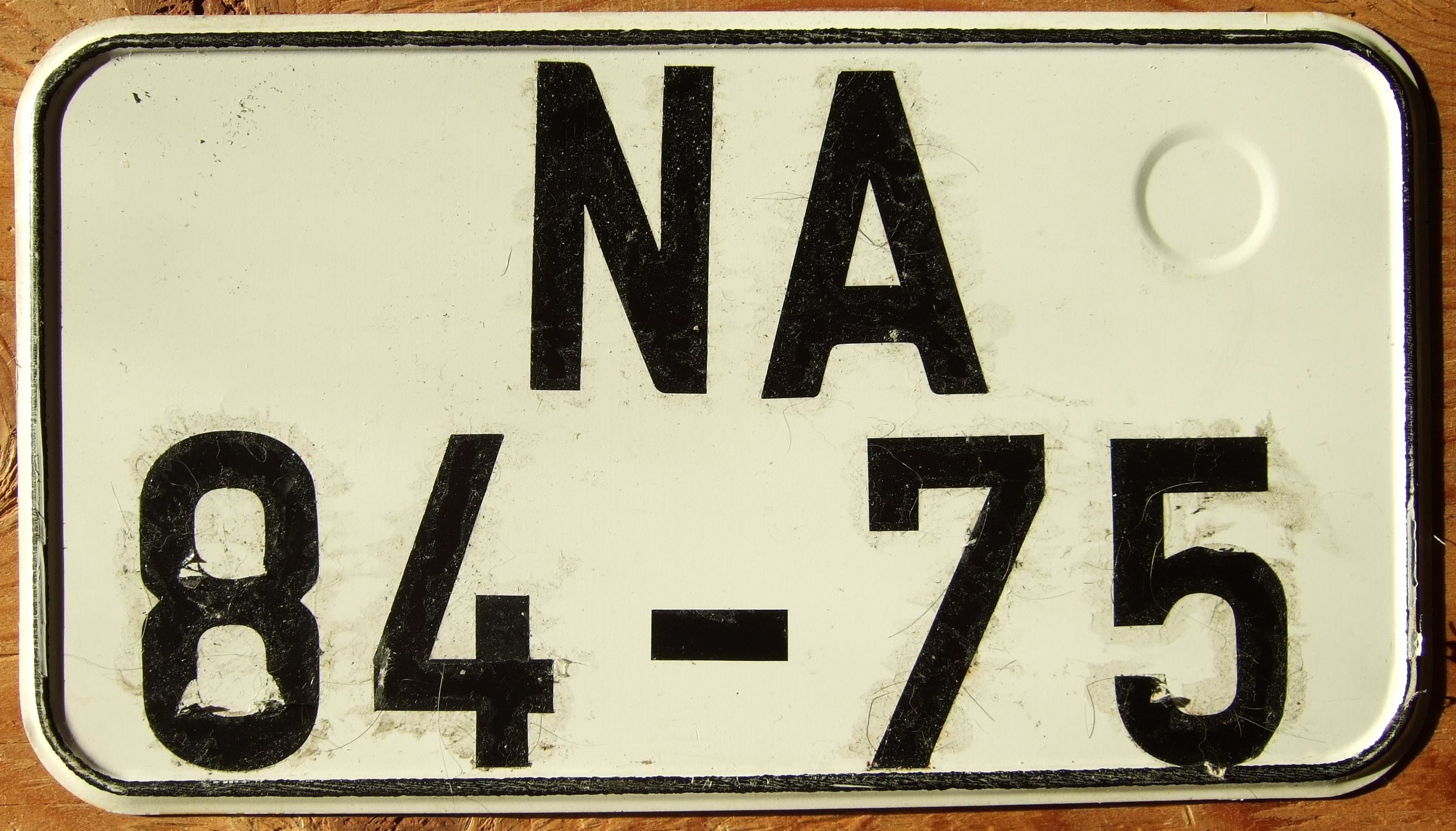
Targa della prima serie e su doppia linea del distretto di Gera

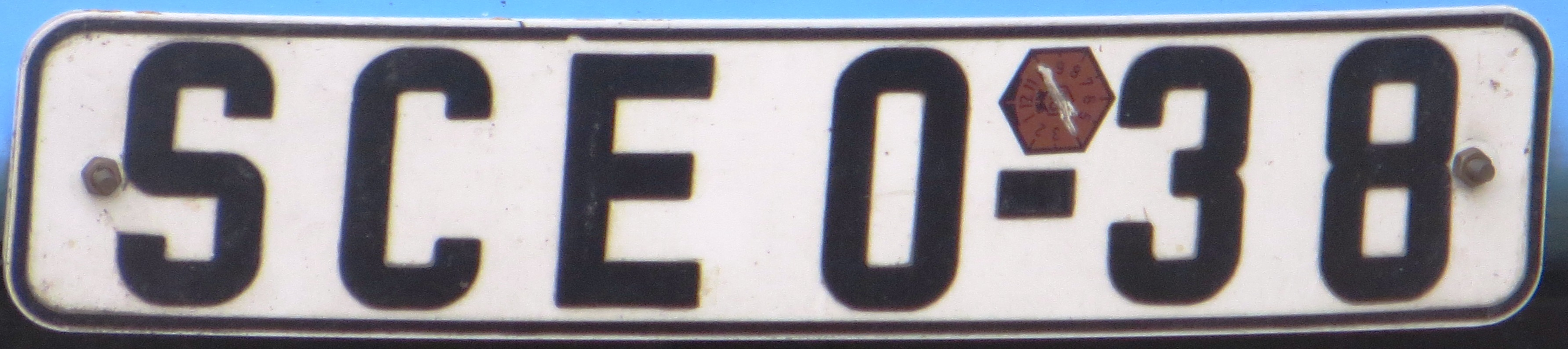
Targa con grafica 10/1974–31/12/1990 e bollino esagonale indicante mese e anno della revisione (SC = circondario di Borna)

Le prime targhe furono distribuite a partire dal 20 aprile 1953. Quelle standard erano bianche con caratteri neri e fino a ottobre 1974 il formato era del tipo XX 12-34. Quelle su un'unica riga misuravano 450 × 90 mm, quelle su doppia linea 310 × 170 mm. Il font adottato era il DIN 1451. Non erano utilizzate le lettere "G", "J", "Q" e "W" né le combinazioni HJ, KZ (acronimo di Konzentrationslager, ossia "campo di concentramento"), SA e SS, in quanto sigle usate durante il regime nazista.
Dal 1963 tutte le targhe emesse recavano sopra il trattino un sigillo di convalida riportante lo stemma della repubblica il cui colore cambiava ogni anno.
Con l'aumento del parco veicoli, a partire da ottobre 1974 la serie divenne a tre lettere e tre cifre, cioè XXX 1-23 (i motocicli, tuttavia, continuarono ad avere quello con due lettere e quattro cifre) e fu introdotta la sigla internazionale DDR, che stava per Deutsche Demokratische Republik. 
La prima lettera nella prima serie e le prime due nella seconda indicavano l'area d'immatricolazione, che veniva assegnata seguendo la direzione nord-sud. Se nella seconda serie la terza lettera era una Z (es.: ABZ 1-23), l'autoveicolo o motoveicolo era intestato a uno straniero con residenza temporanea nella RDT.
I veicoli commerciali avevano generalmente targhe posteriori su due righe; sui motocicli erano montate targhe le cui dimensioni erano 230 × 130 mm e con gli angoli superiori talvolta tagliati. Non erano invece immatricolati i veicoli di cilindrata inferiore a 50 cm³.
Tutte le targhe della Repubblica Democratica Tedesca cessarono di essere valide il 31 dicembre 1993, anche se cominciarono a essere rimpiazzate da quelle con il formato della Repubblica Federale di Germania già dal 1º gennaio 1991. Nel 1990, solo nella capitale, furono emesse per ogni categoria di veicolo di nuova immatricolazione targhe del tipo DDR 1-23, nelle quali le lettere corrispondevano all'acronimo internazionale.

## Sigle automobilistiche e rispettivi distretti dal 1953 al 30 settembre 1974

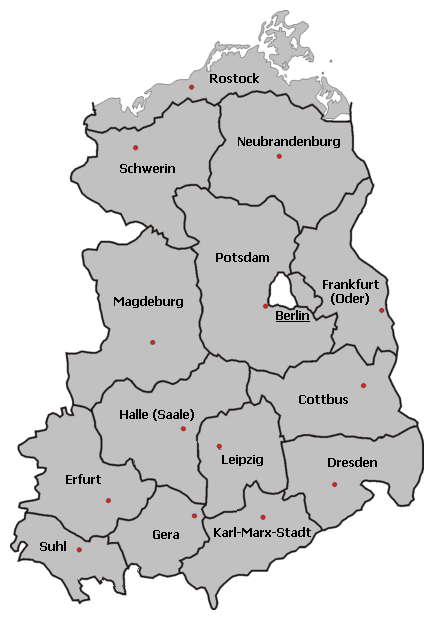
Suddivisione della DDR in distretti

| A    | Rostock                                | B    | Schwerin                 |
| C    | Neubrandenburg                         | D, P | Potsdam                  |
| E    | Francoforte sull'Oder (Frankfurt/Oder) | F, L | Erfurt                   |
| H, M | Magdeburgo (Magdeburg)                 | I    | Berlino Est (Berlin-Ost) |
| K, V | Halle                                  | N    | Gera                     |
| O    | Suhl                                   | R, Y | Dresda (Dresden)         |
| S, U | Lipsia (Leipzig)                       | T, X | Karl-Marx-Stadt          |
| Z    | Cottbus                                |      |                          |

## Sigle utilizzate dal 1° ottobre 1974 al 1991 e aree d'immatricolazione corrispondenti
| Codice/i     | Circondario       | Codice/i     | Circondario          | Codice/i  | Circondario         | Codice/i | Circondario           |
| ------------ | ----------------- | ------------ | -------------------- | --------- | ------------------- | -------- | --------------------- |
| AA           | Bad Doberan       | AB, AC       | Greifswald           | AD        | Grevesmühlen        | AE       | Grimmen               |
| AF, AG       | Ribnitz-Damgarten | AH–AM        | Rostock              | AN, AO    | Rügen               | AP, AR   | Stralsund             |
| AS, AT       | Wismar            | AU, AV       | Wolgast              | BA        | Bützow              | BB       | Gadebusch             |
| BC, BD       | Güstrow           | BE, BF       | Hagenow              | BG, BH    | Ludwigslust         | BI, BJ   | Lübz                  |
| BK, BL       | Parchim           | BM–BO        | Perleberg            | BP, BR–BT | Schwerin            | BU       | Sternberg             |
| CA           | Altentreptow      | CB           | Anklam               | CC, CD    | Demmin              | CE       | Malchin               |
| CF–CH        | Neubrandenburg    | CI, CJ       | Neustrelitz          | CK        | Pasewalk            | CL       | Prenzlau              |
| CM           | Röbel/Müritz      | CN           | Strasburg            | CO        | Templin             | CP       | Teterow               |
| CR, CS       | Ueckermünde       | CT, CV       | Waren                | DA        | Belzig              | DB, DC   | Brandeburgo           |
| DE           | Gransee           | DF           | Jüterbog             | DG, DH    | Königs Wusterhausen | DI       | Kyritz                |
| DJ           | Luckenwalde       | DK, DL       | Nauen                | DM        | Neuruppin           | DN, DO   | Neubrandenburg        |
| DP, DR–DT    | Potsdam           | DU           | Pritzwalk            | DV, DW    | Rathenow            | DX       | Wittstock             |
| DY, DZ       | Zossen            | EA           | Angermünde           | EB        | Bad Freienwalde     | EC       | Beeskow               |
| ED, EE       | Bernau            | EF, EG       | Eberswalde           | EH,EI     | Eisenhüttenstadt    | EJ–EL    | Francoforte sull'Oder |
| EM–EO        | Fürstenwalde      | EP           | Seelow               | ER–ET     | Strausberg          | EU       | Schwedt/Oder          |
| HA           | Burg              | HB           | Gardelegen           | HC        | Genthin             | HD, HE   | Halberstadt           |
| HF           | Haldensleben      | HG           | Havelberg            | HH        | Kalbe (Milde)       | HI       | Klötze                |
| HJ, HK       | Magdeburgo        | HL           | Oschersleben         | HM        | Osterburg           | HN       | Salzwedel             |
| HO, HP       | Schönebeck        | HR           | Staßfurt             | HS        | Magdeburgo          | HT       | Stendal               |
| HV           | Tangerhütte       | HW           | Wanzleben            | HX        | Wernigerode         | HY       | Wolmirstedt           |
| HZ           | Zerbst            | IA–IP, IR–IZ | Berlino Est          | KA        | Artern              | KB       | Aschersleben          |
| KC           | Bernburg          | KD, KE       | Bitterfeld           | KF        | Dessau              | KG       | Eisleben              |
| KH           | Gräfenhainichen   | KI–KK        | Halle (Saale)        | KL        | Hettstedt           | KM       | Hohenmölsen           |
| KN           | Köthen            | KO, KP       | Merseburg            | KR        | Naumburg            | KS       | Nebra                 |
| KT           | Quedlinburg       | KU           | Querfurt             | KV        | Roßlau              | KW       | Sangerhausen          |
| KX           | Weißenfels        | KY           | Wittenberg           | KZ        | Zeitz               | LA       | Apolda                |
| LB, LC       | Arnstadt          | LD–LF        | Eisenach             | LG–LK     | Erfurt              | LL–LN    | Gotha                 |
| LO           | Heiligenstadt     | LP           | Langensalza          | LR, LS    | Mühlhausen          | LT, LU   | Nordhausen            |
| LV           | Sömmerda          | LW           | Sondershausen        | LX, LY    | Weimar              | LZ       | Worbis                |
| MA           | Burg              | MB           | Gardelegen           | MC        | Genthin             | MD       | Halberstadt           |
| MF           | Haldensleben      | MG           | Havelberg            | MI        | Klötze              | MK       | Magdeburgo            |
| ML           | Oschersleben      | MM           | Osterburg            | MO        | Schönebeck          | MR       | Staßfurt              |
| MU           | Stendal           | MW           | Wanzleben            | MX        | Wernigerode         | MY       | Wolmirstedt           |
| MZ           | Zerbst            | NA           | Eisenberg            | NB–NE     | Gera                | NF       | Greiz                 |
| NG–NI        | Jena              | NJ           | Lobenstein           | NL        | Pößneck             | NM       | Rudolstadt            |
| NN, NO       | Saalfeld          | NP, NR       | Schleiz              | NS        | Stadtroda           | NT, NU   | Zeulenroda            |
| NV, NW       | Gera              | OA–OC        | Bad Salzungen        | OD–OF     | Hildburghausen      | OG–OI    | Ilmenau               |
| OJ–OL        | Meiningen         | OM, ON       | Neuhaus              | OO–OP, OR | Schmalkalden        | OS–OU    | Sonneberg             |
| OV–OX        | Suhl              | PN, PO       | Oranienburg          | RA, RB    | Bautzen             | RC       | Bischofswerda         |
| RD           | Dippoldiswalde    | RE–RH        | Dresda               | RI, RJ    | Freital             | RK, RL   | Görlitz               |
| RM           | Großenhain        | RN           | Kamenz               | RO        | Löbau               | RP, RR   | Meißen                |
| RS           | Niesky            | RT, RU       | Pirna                | RV, RW    | Riesa               | RX       | Sebnitz               |
| RY, RZ       | Zittau            | SA, SB       | Altenburg            | SC, SD    | Borna               | SE       | Delitzsch             |
| SF, SG       | Döbeln            | SH           | Eilenburg            | SI        | Geithain            | SJ       | Grimma                |
| SK–SP, SR–SV | Lipsia            | SW           | Oschatz              | SX        | Schmölln            | SY       | Torgau                |
| SZ           | Wurzen            | TA           | Annaberg             | TB        | Aue                 | TC       | Auerbach              |
| TD           | Brand-Erbisdorf   | TE           | Flöha                | TF        | Freiberg            | TG       | Glauchau              |
| TH           | Hainichen         | TI           | Hohenstein-Ernstthal | TJ–TM     | Karl-Marx-Stadt     | TN       | Klingenthal           |
| TO           | Marienberg        | TP           | Oelsnitz             | TR        | Plauen              | TS       | Reichenbach           |
| TT           | Rochlitz          | TU           | Schwarzenberg        | TV        | Stollberg           | TW       | Werdau                |
| TX           | Zschopau          | TY, TZ       | Zwickau              | VA        | Artern              | VB       | Aschersleben          |
| VC           | Bernburg          | VD, VE       | Bitterfeld           | VF        | Dessau              | VG       | Eisleben              |
| VH           | Gräfenhainichen   | VI–VK        | Halle (Saale)        | VL        | Hettstedt           | VM       | Hohenmölsen           |
| VN           | Köthen            | VO, VP       | Merseburg            | VR        | Naumburg            | VS       | Nebra                 |
| VT           | Quedlinburg       | VU           | Querfurt             | VV        | Roßlau              | VW       | Sangerhausen          |
| VX           | Weißenfels        | VY           | Wittenberg           | VZ        | Zeitz               | XA       | Annaberg              |
| XB           | Aue               | XD           | Brand-Erbisdorf      | XE        | Flöha               | XF       | Freiberg              |
| XG           | Glauchau          | XI           | Hohenstein-Ernstthal | XJ–XM     | Karl-Marx-Stadt     | XN       | Klingenthal           |
| XO           | Marienberg        | XP           | Oelsnitz             | XR        | Plauen              | XS       | Reichenbach           |
| XV           | Stollberg         | XW           | Werdau               | XY        | Zwickau             | YA       | Bautzen               |
| YB           | Dresda            | YC           | Bischofswerda        | YE–YI, YK | Dresda              | YO       | Löbau                 |
| YP           | Meißen            | YR           | Dresda               | YT        | Pirna               | YV       | Riesa                 |
| YY           | Zittau            | YZ           | Dresda               | ZA        | Bad Liebenwerda     | ZB       | Calau                 |
| ZC–ZE        | Cottbus           | ZF           | Finsterwalde         | ZG        | Forst               | ZH       | Guben                 |
| ZI           | Herzberg          | ZJ, ZK       | Hoyerswerda          | ZL        | Jessen              | ZM       | Luckau                |
| ZN           | Lübben            | ZO, ZP       | Senftenberg          | ZR        | Spremberg           | ZS       | Weißwasser            |
| ZT           | Hoyerswerda       |              |                      |           |                     |          |                       |

## Varianti

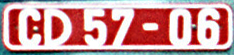
Targa apposta sulla vettura di un Corpo diplomatico (57 = Germania Ovest)

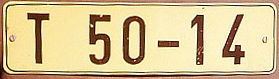
Targa d'immatricolazione di un veicolo della Società per lo Sport e la Tecnologia (T = distretto di Karl-Marx-Stadt)

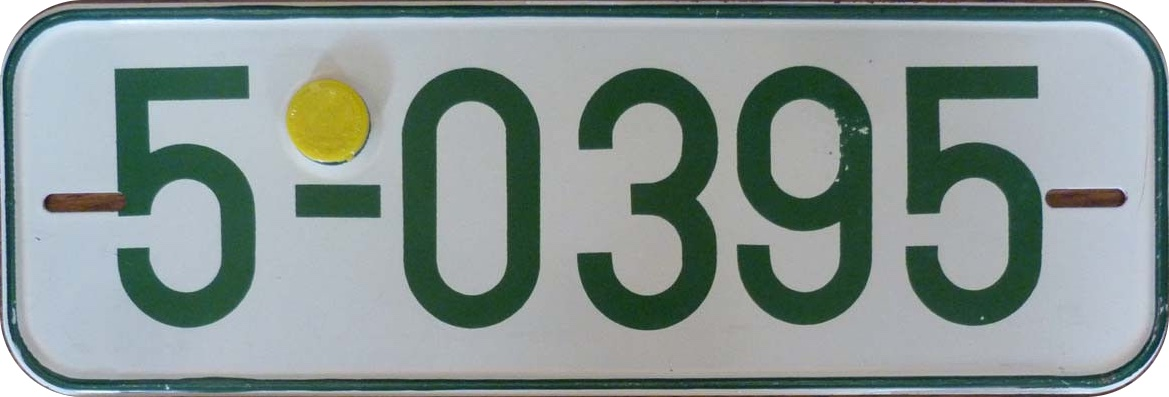
Targa provvisoria (numero 5 prima del trattino = ufficio doganale di Erfurt)

Gli autobus dell'Azienda nazionale dei Trasporti usavano come ultima lettera la K, per esempio IK o IAK per Berlino Est, TK per Karl-Marx-Stadt. 
Alcune combinazioni alfanumeriche erano riservate ai veicoli civili della Polizia criminale (Kriminalpolizei) e del Ministero della Sicurezza dello Stato (Ministerium für Staatssicherheit). 
Nelle targhe diplomatiche, che si differenziavano da quelle ordinarie per il colore rosso o blu e i caratteri bianchi, la convalida avveniva mediante bollino annuale. Il numero di due o tre cifre prima del trattino indicava il Paese della rappresentanza o l'organizzazione internazionale cui era intestato il veicolo; il trattino era seguito da un altro numero (progressivo) di due cifre.
Dal 1º giugno 1982 i diplomatici che dovevano definitivamente lasciare il Paese per missioni all'estero avevano targhe speciali con caratteri rossi; la combinazione consisteva in un numero massimo di quattro cifre, uno spazio e la lettera C. 
Alle delegazioni straniere in visita temporanea nella Repubblica Democratica Tedesca era invece assegnata una serie costituita da un numero formato da un massimo di quattro cifre e dalla lettera Q; i caratteri erano di colore blu (vd. infra). 
Le targhe dei veicoli della Gesellschaft für Sport und Technik (Società per lo Sport e la Tecnologia) erano riconoscibili per il fondo giallo; la sigla del distretto non era seguita da un'altra lettera ma da due numeri di due cifre separati da un trattino, posizionati sulla riga inferiore nelle targhe su doppia linea.
A partire dal 1978 le targhe provvisorie da esportazione o di veicoli importati erano composte da una cifra verde che (tranne il numero 9, vd. tabella) identificava la città sede dell'ufficio doganale di immatricolazione; essa precedeva un trattino e un numero di quattro cifre, anche questi di colore verde.
| 1 | Berlino Est | 2 | Rostock | 3 | Magdeburgo                                     |
| 4 | Potsdam     | 5 | Erfurt  | 6 | Francoforte sull'Oder                          |
| 7 | Dresda      | 8 | Lipsia  | 9 | Transito tra Berlino Ovest e la Germania Ovest |

Le targhe temporanee riservate ai proprietari di concessionarie o autofficine si distinguevano per i caratteri rossi.

## Codici speciali e loro significato

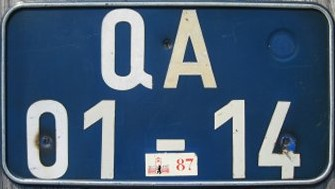
Targa diplomatica di una vettura intestata a dei corrispondenti esteri (lettere "QA")

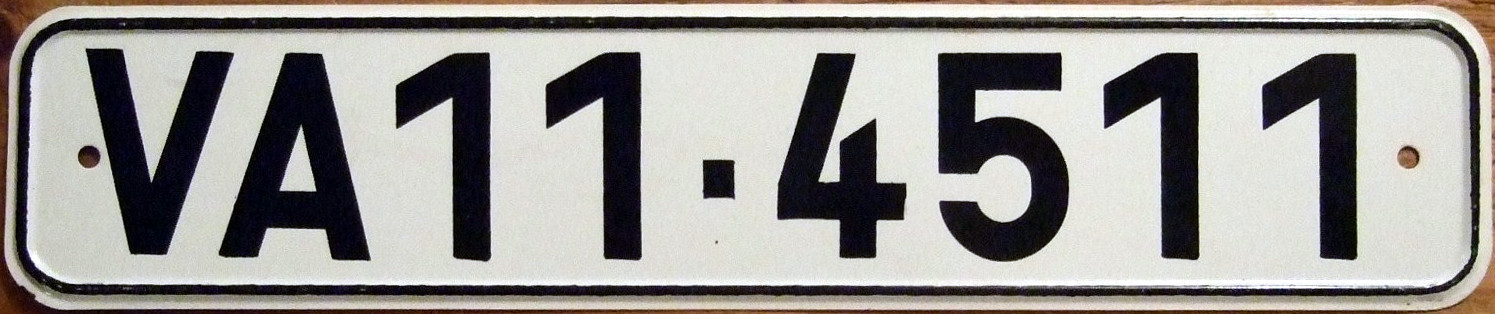
Targa di un mezzo della Volksarmee (seconda serie)

- C (rosso su bianco) - Rappresentanza diplomatica in procinto di lasciare definitivamente la RDT
- CC (bianco su blu) - Corpo consolare
- CD (bianco su rosso) - Corpo diplomatico o capo di una missione diplomatica
- CУ (bianco su rosso) - Personale tecnico-amministrativo senza status diplomatico accreditato presso un'ambasciata o un consolato
- GS - Grenzschutz der DDR (Pattuglie di Frontiera della RDT, da aprile 1990)
- GT - Grenztruppen der DDR (Truppe di Frontiera della RDT, fino a fine marzo 1990)
- Q (blu su bianco) - Delegazione estera in visita temporanea in RDT
- QA (bianco su blu) - Corrispondenti esteri

- QB (bianco su blu) - Delegazioni estere ufficiali dei settori commerciale e industriale
- QC (bianco su blu) - Agenzie di viaggio, compagnie aeree, centri culturali e informativi esteri
- QD (bianco su blu) - Delegazioni estere di altri settori
- QX, QE (bianco su blu) - Delegazioni estere ufficiali (Blocco Orientale) dei settori commerciale e industriale
- (prima serie in verticale, seconda serie in orizzontale) VA - Volksarmee (Esercito Nazionale)
- (prima serie in verticale, seconda serie in orizzontale) VP[6] - Volkspolizei (Polizia Nazionale)

## Numerazione distrettuale nelle targhe dei veicoli della polizia

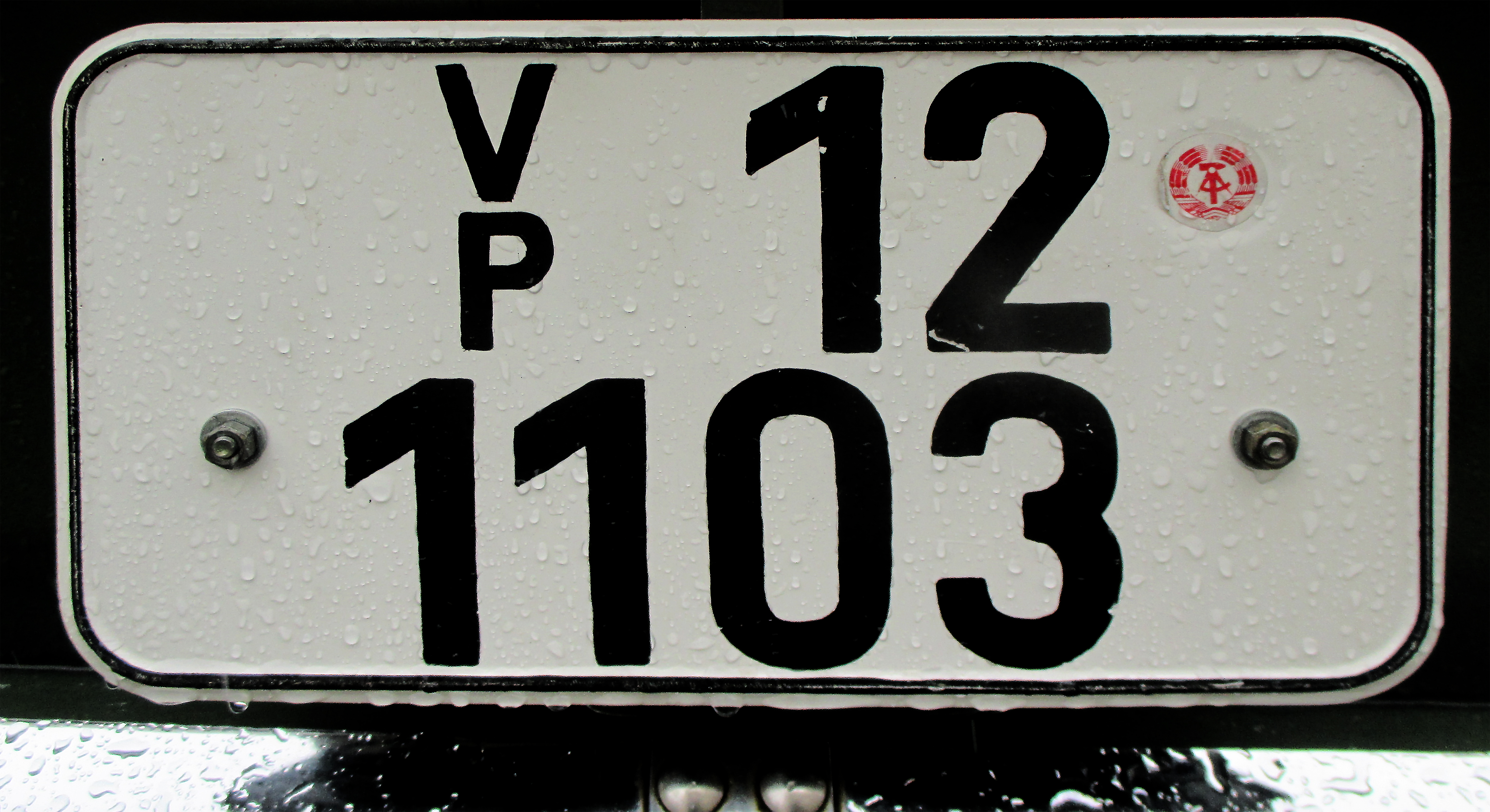
Targa posteriore di un veicolo della Volkspolizei (12 = distretto di Dresda)

Queste targhe erano le uniche, oltre a quelle diplomatiche, nelle quali potevano essere usati due zeri consecutivi. 
Le dimensioni della prima serie su un'unica riga erano 430 × 110 mm, quelle della seconda serie (con le lettere non più allineate verticalmente) 450 × 90 mm. I codici identificativi del distretto erano le prime due cifre posizionate dopo le lettere; nelle targhe posteriori su doppia linea (che misuravano 220 × 125 mm nella prima serie e 230 × 130 mm nella seconda) occupavano la riga superiore.
| Codice | Distretto       | Codice | Distretto             |
| ------ | --------------- | ------ | --------------------- |
| 00     | Berlino Est     | 01     | Rostock               |
| 02     | Schwerin        | 03     | Neubrandenburg        |
| 04     | Potsdam         | 05     | Francoforte sull'Oder |
| 06     | Cottbus         | 07     | Magdeburgo            |
| 08     | Halle           | 09     | Erfurt                |
| 10     | Gera            | 11     | Suhl                  |
| 12     | Dresda          | 13     | Lipsia                |
| 14     | Karl-Marx-Stadt |        |                       |